# Kim Garth
Kimberley Jennifer Garth (* 25. April 1996 in Dublin, Irland) ist eine irische Cricketspielerin die zwischen 2010 und 2019 für die irische und seit 2022 für die australische Nationalmannschaft spielt.

## Kindheit und Ausbildung
Ihre Eltern, Jonathan Garth und Anne-Marie McDonald, waren beide aktive Cricket-Spieler und spielten jeweils für die irische Nationalmannschaft.

## Aktive Karriere

### Anfänge in der irischen Nationalmannschaft
Ihr Debüt in der irischen Nationalmannschaft gab sie im Sommer 2010 bei einem WODI gegen Neuseeland. Ihr Debüt im WTwenty20-Cricket folgte im darauffolgenden Oktober bei einem Sechs-Nationen-Turnier in den Niederlanden gegen Pakistan. In der Folge konnte sie sich im Team etablieren. Im August 2011 gelangen ihr bei der WTwenty20-Serie in den Niederlanden 3 Wickets für 6 Runs. Ein Jahr später erreichte sie bei einem heimischen Drei-Nationen-Turnier gegen Bangladesch 4 Wickets für 11 Runs. Im Sommer 2013 folgten 3 Wickets für 39 Runs in der WODI-Serie gegen Pakistan. In der Twenty20-Serie gegen Australien konnte sie im August 2015 3 Wickets für 17 Runs erzielen. Auch begann sie ab dieser Zeit im nationalen australischen Cricket zu spielen.
Beim ICC Women’s World Twenty20 2016 erreichte sie dann gegen Südafrika (2/26) und Australien (2/24) jeweils zwei Wickets. Im Sommer folgten dann gegen Südafrika zunächst ein Fifty über 72* Runs und 3 Wickets für 61 Runs im ersten WODI. Im dritten Spiel der Serie folgte dann noch ein weiteres Fifty über 51* Runs, bevor ihr im abschließenden Spiel 4 Wickets für 27 Runs gelangen. Beim ICC Women’s World Twenty20 2018 konnte sie dann nicht herausragen. Im Sommer 2019 erzielte sie im zweiten WTWenty20 gegen die West Indies erst 3 Wickets für 22 mit dem Ball und dann ein Fifty über 51* Runs am Schlag.

### Wechsel in die australische Nationalmannschaft
Nachdem sie sich über mehrere Saisons in der Women’s Big Bash League für die Sydney Sixers und Perth Scorchers etabliert hatte, erhielt sie im Sommer 2020 einen Vertrag mit Victoria um sich damit für Australien zu qualifizieren. Nachdem sie ihre Residenzzeit in Australien im Sommer 2022 abgeschlossen hatte, erhielt sie bei den Melbourne Stars einen Vertrag als eine lokale Spielerin. Im November 2022 wurde sie dann erstmals für die australische Nationalmannschaft nominiert und gab in Indien ihr Debüt in derselben.